# Josef Newgarden
Josef Newgarden, född den 22 december 1990 i Nashville, är en amerikansk racerförare.